# Regine Bielefeldt
Regine Bielefeldt (* 11. Januar 1974 in Geilenkirchen) ist eine deutsche Drehbuchautorin.

## Leben
Bielefeldt wurde in Geilenkirchen geboren und studierte nach dem Abitur zunächst Medien- und Kommunikationswissenschaften an der Hochschule für Musik und Theater Hannover, bevor sie 1996 ein Studium der Audiovisuellen Medienwissenschaften  an der Filmuniversität Babelsberg Konrad Wolf in Potsdam aufnahm. Im selben Jahr begann sie als freie Autorin zu arbeiten. Nach ihrem Abschluss war sie ab 2001 als Dozentin bei der Drehbuchwerkstatt München sowie an der Filmuniversität Babelsberg tätig. Im Jahr 2004 wechselte Bielefeldt zum TV-Sender Sat.1, wo sie als Redakteurin im Bereich „Serie/Sitcom/Soap“ Eigenproduktion des Senders mitverantwortete. 2006 wurde sie Dozentin an der Hamburg Media School. Als Drehbuchautorin war sie bislang an mehr als 20 Produktionen beteiligt.
Bielefeldt ist Mitglied im Deutschen Drehbuchverband (DDV). Sie ist verheiratet und die Mutter eines Kindes. Die Familie lebt in Baden-Baden.

## Filmografie (Auswahl)
- 2001: be.angeled
- 2004: Delphinsommer
- 2008: Bloch: Vergeben, nicht vergessen
- 2008: Gefühlte XXS – Vollschlank & frisch verliebt
- 2010: Scheidung für Fortgeschrittene
- 2011: Im falschen Leben
- 2012: Dora Heldt: Bei Hitze ist es wenigstens nicht kalt
- 2013: Keine Zeit für Träume
- 2014: Zwei mitten im Leben
- 2018: Aenne Burda – Die Wirtschaftswunderfrau
- 2023: Tatort: MagicMom
- 2024: Tatort: Unter Gärtnern
- 2025: Tatort: Fiderallala